# Nămoloasa
Nămoloasa is een Roemeense gemeente in het district Galați.
Nămoloasa telt 2139 inwoners.